# Anna z Hradce
Anna z Hradce byla česká a moravská šlechtična.

## Život
Narodila se zřejmě jako dcera Oldřicha II. z Hradce a jeho manželky Mechtildy ze Schaumburgu. 
Byla provdána za moravského šlechtice Smila z Obřan, kterému porodila dceru Annu. Je zmíněna pouze v Malém letopisu žďárském. Kolem roku 1312 ovdověla.